# Ermanno Scaramuzzi
Ermanno Scaramuzzi (ur. 2 grudnia 1927 w Bielli; zm. 2 lipca 1991 w Pawii) – włoski piłkarz, grający na pozycji napastnika, trener piłkarski.

## Kariera piłkarska
Wychowanek klubu Biellese, w barwach którego w 1941 rozpoczął karierę piłkarską. W 1942 został piłkarzem Ponzone, a w 1946 wrócił do Biellese. W latach 1949–1950 i 1951-1952 bronił barw Juventusu, z którym dwukrotnie zdobył mistrzostwo Włoch. W sezonie 1950/51 grał w Atalancie. W 1952 przeszedł do Brescii, a po roku przeniósł się do Hellasu Verona. Potem do 1957 występował w Salernitanie.

## Kariera trenerska
W 1964 roku rozpoczął pracę trenerską w Biellese, który prowadził do roku 1968. W sezonie 1969/70 ponownie stał na czele Biellese.
Zmarł w 1991 roku w wieku 63 lat.

## Sukcesy i odznaczenia

### Sukcesy klubowe
Juventus
- mistrz Włoch: 1949/50, 1951/52